# Pink Flag
Pink Flag é o primeiro álbum do grupo de punk rock Wire, foi lançado em 1977.
Após sua liberação, Robert Christgau chamou-lhe de um álbum "punk" e elogiou a sua crueza e simultâneo "desprendimento" mas, "muito mais sombrio e assustador" do que os Ramones. Embora o álbum tenha sido lançado sob ampla aclamação da crítica especializada, não obteve igual sucesso em vendas. Foi listado no posição 410 da lista  "The RS 500 Greatest Albums of All Time" da Rolling Stone, em 2003.
| Críticas profissionais                                                      | Críticas profissionais |
| Avaliações da crítica                                                       | Avaliações da crítica  |
| Fonte                                                                       | Avaliação              |
| --------------------------------------------------------------------------- | ---------------------- |
| Allmusic                                                                    | [ 4 ]                  |
| Pitchfork Media                                                             | [ 5 ]                  |
| Robert Christgau                                                            | (A)                    |
| Esta tabela precisa de ser acompanhada por texto em prosa. Consulte o guia. |                        |

## Faixas
Lado A
1. "Reuters"  – 3:03
2. "Field Day for the Sundays"  – 0:28
3. "Three Girl Rhumba"  – 1:23
4. "Ex Lion Tamer"  – 2:19
5. "Lowdown"  – 2:26
6. "Start to Move"  – 1:13
7. "Brazil"  – 0:41
8. "It's So Obvious"  – 0:53
9. "Surgeon's Girl"  – 1:17
10. "Pink Flag"  – 3:47

Lado B
1. "The Commercial"  – 0:49
2. "Straight Line"  – 0:44
3. "106 Beats That"  – 1:12
4. "Mr. Suit"  – 1:25
5. "Strange"  – 3:58
6. "Fragile"  – 1:18
7. "Mannequin"  – 2:37
8. "Different to Me" (Annette Green) – 0:43
9. "Champs"  – 1:46
10. "Feeling Called Love"  – 1:22
11. "1 2 X U" – 1:55

A Reedição em CD tem duas faixas bônus:
1. "Dot Dash"  – 2:25
2. "Options R"  – 1:36

## Créditos
Na gravação original do LP de 1977.
- Colin Newman - vocal, segunda guitarra nas faixas "Lowdown" e "Strange".
- Bruce Gilbert - guitarra.
- Graham Lewis - baixo.
- Robert Gotobed - bateria.
- Kate Lukas - flauta na faixas "Strange".
- Dave Oberlé - backing vocal na faixa "Mannequin".
- Mike Thorne - produção.